# Meeting Areva

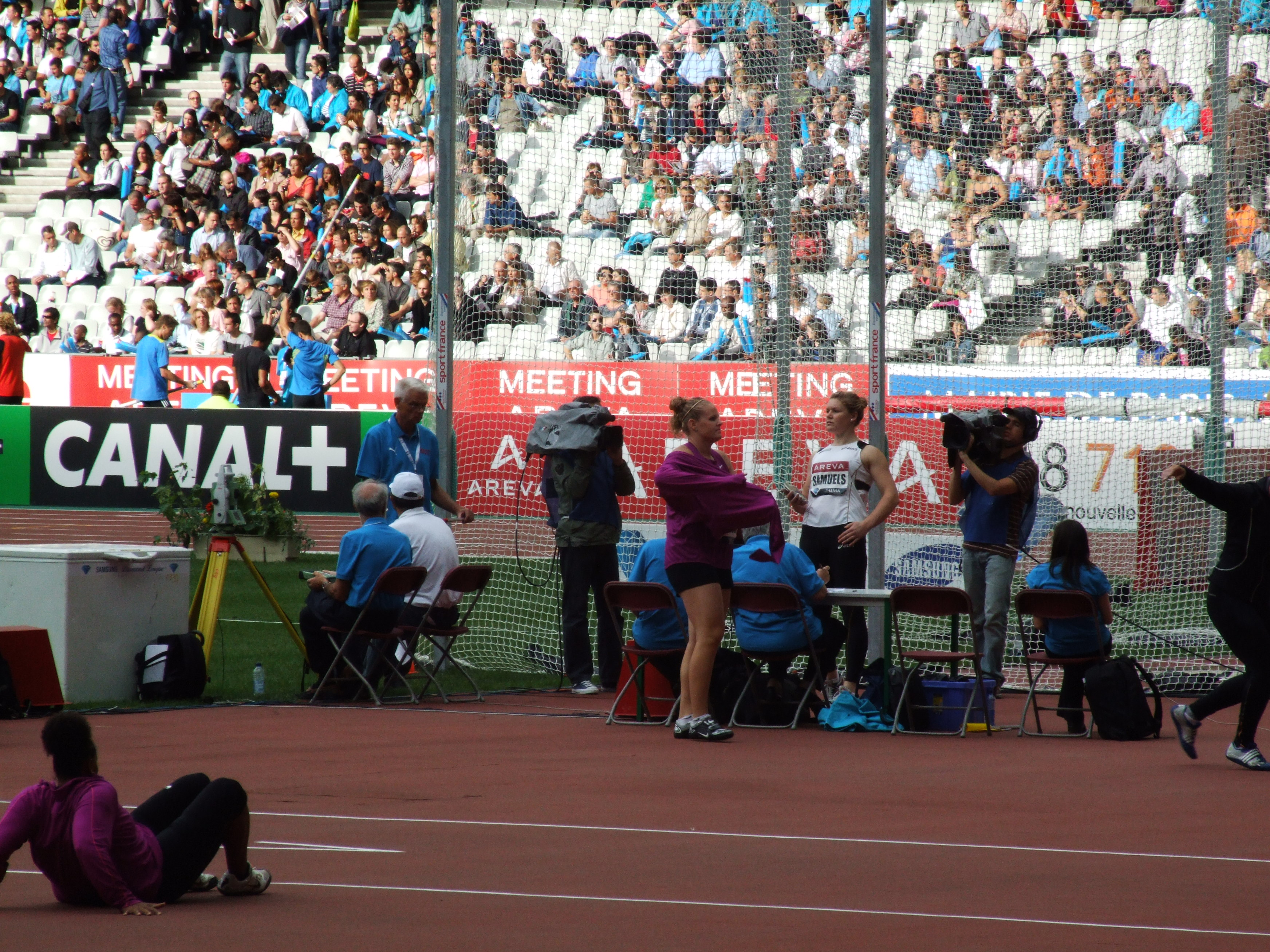
Meeting Areva 2010

O Meeting Areva é um meeting de atletismo que se desenrola todos os anos em Paris, França, desde 1999. Faz parte atualmente da Liga de Diamante e é sediado no Stade de France, em regra acontece sempre em julho.